# Prosopocera bothai
Prosopocera bothai är en skalbaggsart som beskrevs av Stefan von Breuning 1981. Prosopocera bothai ingår i släktet Prosopocera och familjen långhorningar. Inga underarter finns listade i Catalogue of Life.